# Пайер, Хельге
Хе́льге Па́йер (нем. Helge Payer; род. 9 августа 1979, Вельс) — австрийский футболист, вратарь.
Хельге Пайер начал играть в футбол в 6-летнем возрасте в школе клуба «Айнтрахт Вельс». В 1991 году он перешёл в школу «Рапида». На детском и юношеском уровне он выступал за сборные страны всех возрастов начиная с U11.
В 1997—2000 годах Пайер играл за вторую команду венского «Рапида», в сезоне 2000/01 был отдан в аренду в «АСК Коттингбрунн». С 2001 года играет за первую команду «Рапида».
В сборной Австрии дебютировал в 2003 году. Был включён в заявку на Евро-2008, однако из-за болезни участия на «континентальном форуме» не принял.

## Достижения
- Чемпион Австрии: 2005, 2008